# Wharton, Cheshire
Wharton är en ort i civil parish Winsford, i distriktet Cheshire West and Chester, i grevskapet Cheshire, i England. Ward hade 9 765 invånare år 2011. Wharton var en civil parish 1866–1936 när blev den en del av Winsford och Bostock. Civil parish hade 3 692 invånare år 1931. Byn nämndes i Domedagsboken (Domesday Book) år 1086, och kallades då Wanetune.